# Segunda División 'B' (Mexiko)
Die Segunda División 'B' (Mexiko) ist eine ehemalige drittklassige mexikanische Fußballliga, die in den zwölf Jahren zwischen 1982/83 und 1993/94 bestand.
Sie wurde 1982/83 eingeführt und entsprach der neuen dritten Spielklasse des mexikanischen Vereinsfußballs, wodurch die Tercera División de facto viertklassig wurde. Mit Einführung der Primera División 'A' ab der Saison 1994/95 wurde die Segunda División 'B' wieder abgeschafft.

## Liste der Meister und Vizemeister der Segunda División 'B'
| Spielzeit | Meister                | Vizemeister                      |
| --------- | ---------------------- | -------------------------------- |
| 1982–83   | UAT Correcaminos       | CD Uruapan                       |
| 1983–84   | Santos Laguna-IMSS     | U.A. Querétaro                   |
| 1984–85   | CF La Piedad           | Pumas E.N.E.P.                   |
| 1985–86   | CD Tapatío             | Orizaba FC                       |
| 1986–87   | S.U.O.O.               | Cachorros Neza                   |
| 1987–88   | Jabatos de N.L.        | CF Pachuca                       |
| 1988–89   | Atlético Bachilleres   | Galicía                          |
| 1989–90   | Cachorros de Zamora    | Guerreros de Acapulco            |
| 1990–91   | Club Ayense            | S.U.O.O.1                        |
| 1991–92   | Deportivo Tepatitlán   | Brujos de Zitlaltepec            |
| 1992–93   | Chapulineros de Oaxaca | Tecomán FC                       |
| 1993–94   | CD Tapatío             | Cruz Azul Hidalgo / CF La Piedad |

1 Auch der Drittplatzierte Atlético Cuernavaca steigt in die Segunda División 'A' auf.